# Депутатов Віктор Сергійович
Депутатов Віктор Сергійович (10 травня 1961) — радянський хокеїст на траві.
Бронзовий призер Олімпійських Ігор 1980 року, учасник 1988, 1992 років.